# Богородское (Белгородская область)
Богородское — село в Новооскольском районе Белгородской области. Центр Богородского сельского поселения.

## География
Находится в центральной части региона, в лесостепной зоне, в пределах юго-западного склона Среднерусской возвышенности, на берегу реки Плотва, к югу от автодороги М2, на расстоянии примерно 25 километров (по прямой) к западу от города Новый Оскол, административного центра района.

### Климат
Климат характеризуется как умеренно континентальный, с относительно мягкой зимой и тёплым продолжительным летом. Среднегодовая температура воздуха — 5,4 °C. Средняя температура воздуха самого холодного месяца (января) — −9,2 °C; самого тёплого месяца (июля) — 16,4 — 24,3 °C. Безморозный период длится в среднем 155—160 дней. Годовое количество атмосферных осадков — 527—595 мм, из которых большая часть выпадает в тёплый период.

## История
Образование села относится к XVII веку. Первыми жителями здесь были переселенцы из мест, входивших в состав Московского края.
Из десятой ревизии 1857 года следует, что в селе Богородском насчитывается «1013 душ мужского пола». Летняя перепись 1885 года в Новооскольском уезде свидетельствовала: волостное село Богородское — 353 двора (342 избы), 2272 крестьянина.
20 декабря 2004 года было образовано Богородское сельское поселение, в соответствии с Законом Белгородской области № 159.

## Население
| 2002 | 2010 |
| ---- | ---- |
| 672  | ↘586 |

## Известные люди
В XIX веке в селе долгое время проживал и скончался князь Н. Б. Голицын.

## Инфраструктура
Основа экономики — сельское хозяйство.
Действует МБОУ Богородская ООШ, Дом культуры, отделение почтовой связи № 309625.

## Транспорт
Село доступно автотранспортом.